# Casa Gallardo
La Casa Gallardo es un edificio de Madrid, España, situado en una de las esquinas de la céntrica plaza de España. Se trata de una de las obras clave de la última etapa del modernismo madrileño. Obra del arquitecto Federico Arias Rey, la Casa Gallardo fue proyectada en 1911 como reforma del edificio que anteriormente ocupaba el terreno donde hoy podemos encontrarla y fue finalizada en 1914. Fue declarado como Bien de interés cultural en 1997.

## Descripción

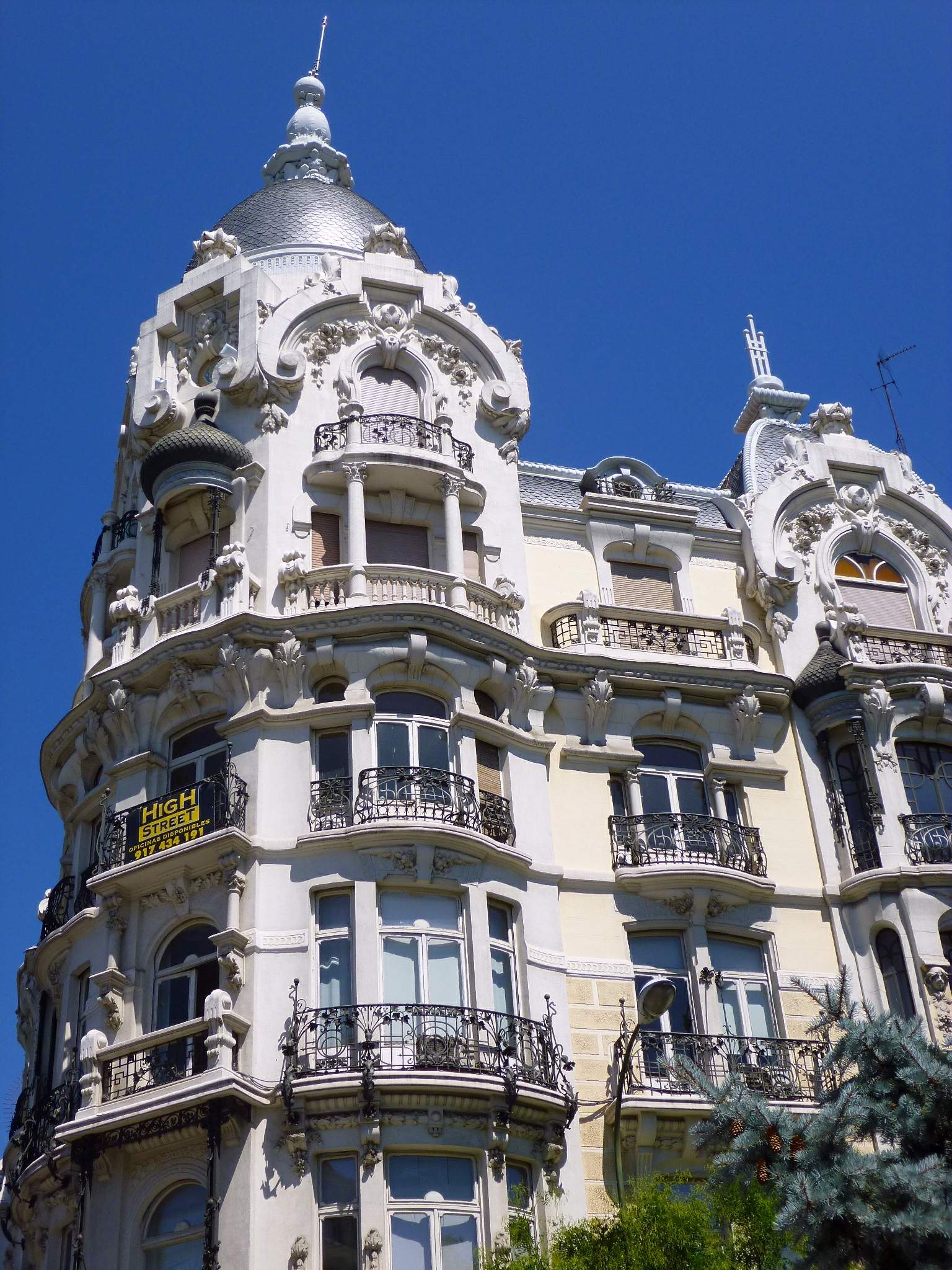
Torreón y cúpula principal

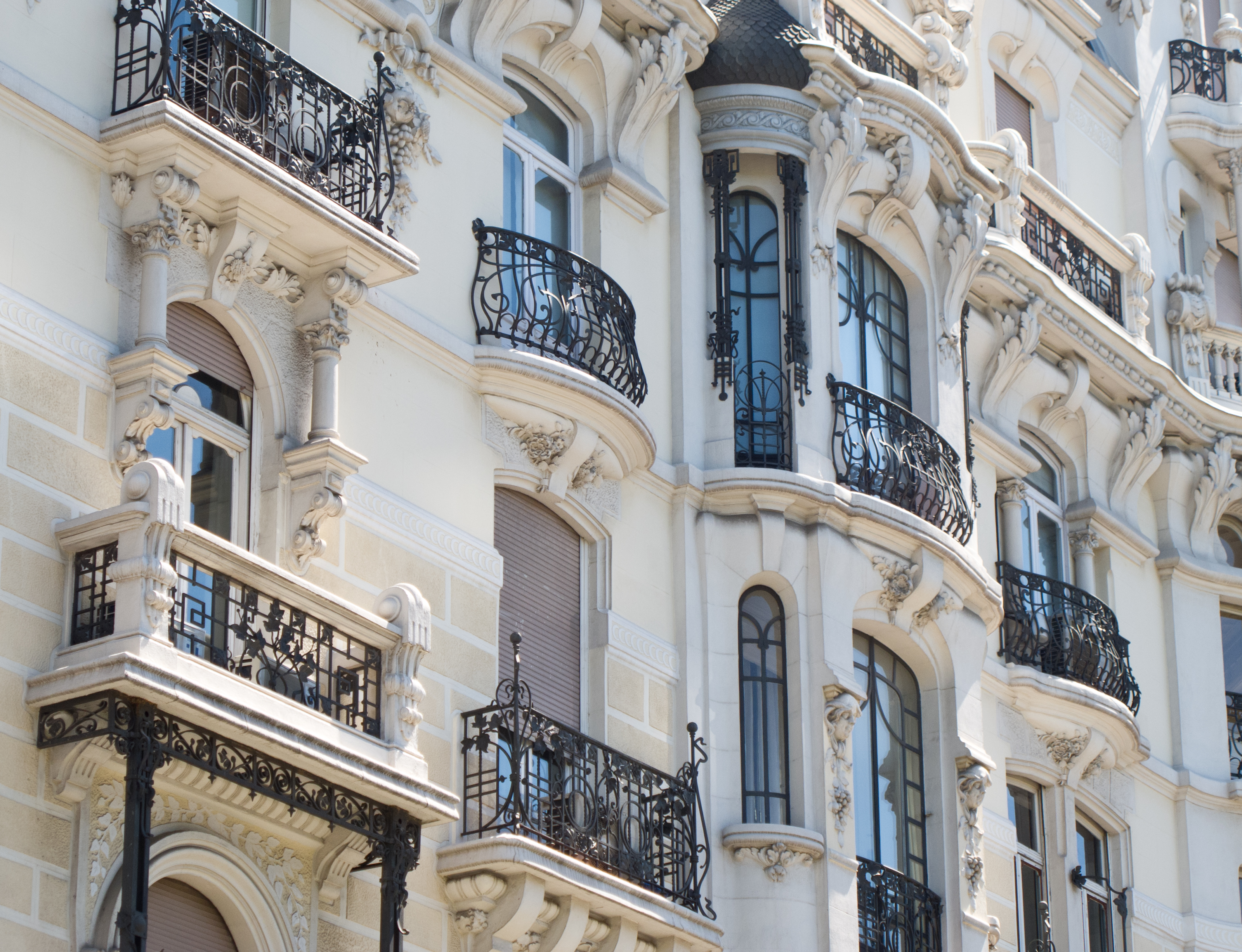
Detalle de los balcones

### Exterior
La fachada del edificio está ricamente decorada con elementos orgánicos que trepan por los distintos entrantes y salientes que forman los balcones. El autor introdujo acertadas herraduras que le confieren al conjunto una belleza única. De tonos claros, las paredes contrastan con el tejado, cubierto por láminas de pizarra. En la gran cúpula que corona la esquina del edificio destaca una "G", característica de Gallardo.
El edificio parte del art nouveau, incorporando elementos muy diversos, un eclecticismo, lujoso y elegante. La fachada tiene un gran sentido plástico, una sensación de movimiento, con curvaturas casi barrocas y profusión de elementos ornamentales muy dinámicos: elementos orgánicos, balcones con rejas de forja y relieves de piedra artificial.
La fachada de la calle Ferraz tiene más longitud que la que da a la propia plaza de España. Lo que permite desarrollar dos terminaciones curvas en el ático abuhardillado. Consta de miradores y elementos florales representativos del estilo modernista. Está considerada una de las obras clave de la última etapa del modernismo madrileño, porque sigue al pie de la letra los cánones franceses.

### Interior
El vestíbulo de entrada posee suelo y zócalo de mármol. A la derecha se sitúa la vivienda del portero, con profusa decoración de estuco y la ventana de arriba con una reja modernista. Esa decoración con motivos modernistas en estuco y hierro se continúa en el techo. En la escalera y el hueco del ascensor, donde disminuye algo la decoración, continúan los motivos florales en las paredes, balaustrada y vidriera. 
Dentro del propio edificio se encuentra el Club Allard. Este espacio privilegiado abrió sus puertas en 1998 como club privado, ampliándose a un público más variado en 2003, con un restaurante.

## Historia
El edificio se levantó entre 1911 y 1914 en el solar que había pertenecido a los marqueses de Albaida.
El encargo lo realizaron en 1911 las hermanas Esperanza y Asunción Gallardo. La gran “G” dorada en la cúpula que corona la casa, hace honor al apellido de sus primeras propietarias. En 1915 el Ayuntamiento de Madrid  premió el edificio como la casa mejor construida en ese año.
En una de las reformas llevadas a cabo a poco de su construcción se decidió ampliar los espacios interiores del edificio. Para ello se suprimieron las antiguas cocheras y el jardín anterior, aumentando en un piso la altura final de la vivienda.
Pocos años después al comenzar la Guerra Civil, el edificio fue espectador en primera fila del asalto al Cuartel de la Montaña, que estaba situado donde hoy está el Templo de Debod, justo enfrente de la Casa Gallardo.
Por su singularidad y belleza se decidió proteger declarándolo como Bien de interés cultural en 1997.